# Sous les pavés, la plage!
Sous les pavés, la plage! (pol. "Pod brukiem leży plaża!") - slogan maja 1968. Zdanie to pozostało symbolem wydarzeń, które wstrząsnęły Francją wiosną 1968 roku. 
Przypisywane studentom, którzy w pierwszych dniach manifestacji, gdy stawiano barykady, mieli odkryć pod brukiem warstwę jasnego piasku, w rzeczywistości było hasłem strajkujących wówczas młodych robotników.
Hasło jest bardziej podsumowaniem aspiracji maja 1968, niż zachętą do budowy barykad i rzucania kostki brukowej w policjantów oddziałów CRS.
Skandowane lub pisane na murach pozostaje ono wraz z CRS = SS i Il est interdit d'interdire! („Zakazuje się zakazywać”), jednym z najbardziej znanych haseł politycznych pokolenia 1968.